# Pablo Elvira
Pablo Elvira, portoriški operni pevec, baritonist * 24. september 1937, San Juan, Portoriko, † 5. februar 2000, Bozeman, Montana, ZDA.
Na Portoriku je sprva igral trobento v očetovem jazz orkestru, kasneje je ustanovil svojo skupino. Po selitvi v ZDA, kjer je študiral na Univerzi v Indiani, pa je nastopal v šolskih opernih produkcijah kot pevec baritonist. Leta 1974 je prvič nastopil v newyorški mestni operi, štiri leta kasneje pa je debitiral v Metropolitanski operi. Tam je v naslednjih dvanajstih letih nastopil več kot stokrat in pel z najpomembnejšimi opernimi pevci (Luciano Pavarotti, Joan Sutherland, Placido Domingo ...). 
Nastopal je tudi v Nemčiji, Franciji, Izraelu, Avstraliji, Portoriku, Južni Ameriki ...
V Bozemanu, kjer je leta 2000 umrl, je ustanovil operno hišo.

## Vloge
- Figaro (Seviljski brivec)
- grof Luna (Trubadur)
- Silvio (Glumači)
- Lord Enrico Ashton (Lucia di Lamermoor)
- Sir Riccardo Forth (Puritanci)
- Alfonso XI (La Favorita) ...